# Paul Beinert
Paul Beinert (* 9. Juni 1893 in Molsheim, Elsass; † 1962 in Bayreuth) war ein deutscher Opernsänger (Tenor).

## Leben
Beinert absolvierte seine Sängerausbildung an der Münchener Akademie der Tonkunst unter Felix Mottl, der bis 1911 Direktor der damaligen Königlichen Akademie der Tonkunst war. Sein erstes Bühnenengagement hatte er von 1922 bis 1925 am Stadttheater Plauen. Anschließend war er bis 1933 Mitglied des Leipziger Opernhauses und spielte während dieser Zeit unter anderem in Werken von Ernst Krenek, Kurt Weill und Max Ettinger. So gab er bei der Uraufführung von Kreneks Jonny spielt auf im Jahre 1927 den Max und stand 1930 als Jim in Weills Aufstieg und Fall der Stadt Mahagonny auf der Bühne. Ab 1933 ging er für vier Jahre an das Stadttheater Freiburg im Breisgau und wechselte anschließend an die Berliner Staatsoper. In diesen Jahren spielte er insbesondere in Opern Richard Wagners. So sang er etwa die Titelrollen in Rienzi und im Tannhäuser, den Erik im Fliegenden Holländer sowie den Parsifal im gleichnamigen Werk. Daneben trat er in Opern von Verdi, Bizet, Eugen d’Albert und Hans Pfitzner auf.
Den Zweiten Weltkrieg verbrachte er mit seiner Familie auf dem „Hühnerhof“, einem Jagdhof im fränkischen Fichtelgebirge nahe Wunsiedel. 1943/1944 wechselte er nochmals an das Kieler Stadttheater. Nach dem Krieg nahm er jedoch kein neues Engagement mehr an, was darauf zurückzuführen sein könnte, dass seine Familie im Dritten Reich zur NSDAP-Elite um Rudolf Heß gehörte. Bis zu seinem Tod 1962 lebte er mit seiner Frau Irmgard Pröhl – einer Schwester von Ilse Heß und einer engen Freundin von Winifred Wagner –  in seiner Bayreuther Wohnung. Ein Enkel ist der Typograph Wolfgang Beinert.

## Rollen
Uraufführungen
- Jonny spielt auf von Ernst Krenek (UA 10. Februar 1927, Leipzig) als Max
- Der Zar lässt sich photographieren von Kurt Weill (UA 18. Februar 1928, Leipzig)
- Frühlings Erwachen von Max Ettinger (UA 14. April 1928, Leipzig)
- Die schwarze Orchidee von Ernst d´Albert (UA 1. Dezember 1928, Leipzig)
- Leben des Orest von Ernst Krenek (UA 19. Januar 1930, Leipzig)
- Aufstieg und Fall der Stadt Mahagonny von Kurt Weill (9. März 1930, Leipzig) als Jim

Weitere Rollen
- Radames in Aida (G. Verdi)
- Arrigo in der Sizilianischen Vesper (G. Verdi)
- Cavaradossi in Tosca
- José in Carmen (G. Bizet)
- Titelrolle in Rienzi (R. Wagner)
- Titelrolle in Tannhäuser (R. Wagner)
- Erik in Der Fliegende Holländer (R. Wagner)
- Stolzing in Die Meistersinger (R. Wagner)
- Sigmund in Die Walküre (R. Wagner)
- Pedro in Tiefland (d´Albert)
- Titelrolle in Der arme Heinrich (H. Pfitzner)